# 갯골

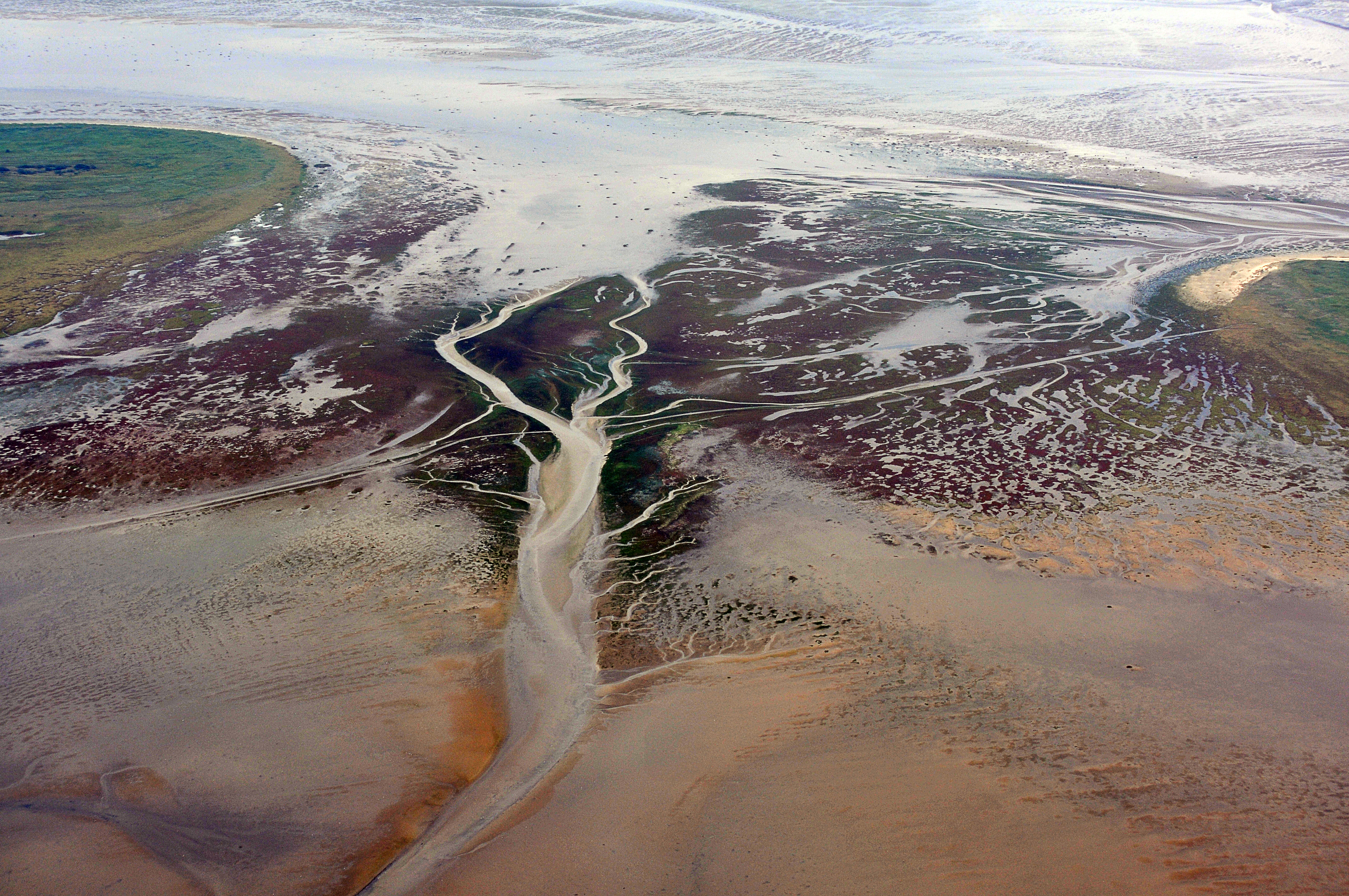
북해로 흘러들어가는 북독일 갯벌의 갯골.

갯골(tidal creek) 또는 조류세곡(潮流細谷)은 하천의 물이 바다 혹은 해협으로 흘러들어갈 때 썰물과 조수의 흐름에 영향을 받는 곳으로, 강의 일부에 속한다. 갯벌을 흐르는 강이라고 할 수 있다. 갯골은 조석주기와 내륙 지역의 흙으로부터 나온 염류들로 인해 염분과 전기 전도도가 잘 변하는 성질을 가진다. 또한 갯골은 유속이 느린 특징을 가지고 있어 미세하고 유기적인 퇴적물이 쌓인다는 특징이 있다. 간조 시에는 거의 흐르지 않거나 아예 흐르지 않는 마른 진흙의 형태를 자주 보이나, 만조 시에는 상당한 깊이의 수심을 보인다.

## 같이 보기
- 삼각주
- 어귀